# Trg
Trg je otvoreni prostor okružen kućama koji se obično nalazi u srcu tradicionalnog grada i na kojem se okuplja zajednica. Često su na trgu važne ustanove, kao što je ili gradska skupština. Trgovi su prikladni za trgovinu, koncerte, političke skupove i druge događaje koji trebaju široki i otvoreni prostor. Kako su obično u središtu grada, trgovi često imaju prodavnice i butike. Trg često ima fontanu,spomenik ili kip. U urbanizmu, trg je planirano otvoreno područje u gradu, obično četvorougaonog oblika. Neki su trgovi dovoljno veliki da služe kao "narodni trgovi" na kojima se dešavaju istorijski događaji jedne nacije. Takvi trgovi u svetu jesu, na primer, Crveni trg u Moskvi, Trg nebeskog mira u Pekingu, National Mall u Washingtonu i Trafalgar skver u Londonu. Poznati trgovi u Srbiji su Trg Republike (Beograd), Trg slobode (Novi Sad), Trg Kralja Aleksandra Ujedinitelja (Niš).

## Po zemlji

### Australija
Centar grada Adelejda i susedno predgrađe Severni Adelejd, u Južnoj Australiji, planirao je pukovnik Vilijam Lajt 1837. Gradske ulice su bile postavljene u mrežasti plan, sa centrom grada uključujući centralni javni trg, Viktorijin trg, i četiri javna trga u centru svake četvrti grada. Severni Adelejd ima dva javna trga. Grad je takođe dizajniran da bude okružen parkovskim zemljištem, a sve ove karakteristike postoje i danas, a trgovi su održavani kao uglavnom zelene površine.

### Italija
Pjaca je gradski trg u Italiji, na Malti, duž dalmatinske obale i u okolnim regijama. San Marko u Veneciji je možda najpoznatiji trg u svetu. Termin je otprilike ekvivalentan španskom nazivu plaza. U Etiopiji se koristi za označavanje dela grada.
U Sjedinjenim Državama, početkom 19. veka, pjaca je dalje proširena postajući maštovito ime za trem sa kolonadom. Neki su koristili naziv pjaca, posebno u oblasti Bostona, za označavanje verande ili prednjeg trema kuće ili stana.

### Holandija i Belgija
U Niskim Zemljama, trgovi se često nazivaju „marketima“ zbog njihove upotrebe kao pijace. Većina gradova u Belgiji i južnom delu Holandije ima u svom istorijskom centru Grote Markt (doslovno „Velika pijaca“) na holandskom ili Grand-Place (doslovno „Veliki trg“) na francuskom (na primer Veliki trg u Briselu i Grot Markt u Antverpenu). Grote Markt ili Grand-Place je često lokacija gradske skupštine, a samim tim i politički centar grada. Holandska reč za trg je plein, što je još jedno uobičajeno ime za trgove u regionima u kojima se govori holandski (na primer Het Plein u Hagu).
U 17. i 18. veku nastaje još jedan tip trga, takozvani kraljevski trg (фр. Place royale, хол. Koningsplein). Takvi trgovi nisu služili kao pijaca, već su građeni ispred velikih palata ili javnih zgrada kako bi se istakla njihova veličina, kao i za smeštaj vojnih parada i ceremonija, između ostalog (na primer, Plas Rojal u Briselu i Koningsplein u Amsterdamu) . Dvorski trgovi su obično simetričniji od svojih starijih pijačnih pandana.

### Rusija
U Rusiji, centralni trg (рус. центра́льная пло́щадь, romanizovano: centralna plošćađ) je uobičajen izraz za otvoreni prostor u srcu grada. U velikom broju gradova, trg nema pojedinačno ime i zvanično je označen kao Centralni trg, na primer Centralni trg (Toljati).

### Špansko govorno područje
Izraz na španskom jeziku za javni trg je plaza ( ili  u zavisnosti od dijalekatske raznolikosti). Potiče od latinskog izraza platea, sa značenjem 'široka ulica' ili 'javni trg'. On ultimatno potiče od grčkog izraza πλατεῖα (ὁδός) plateia (hodos), srodno je italijanskom piazza i francuskom place (što je takođe pozajmljeno u engleskom).
Deminutivi od plaza uključuju plazuela i dvostruki deminutiv plazoleta, koji se povremeno može koristiti kao deo u vlastitoj imenici.
Poput italijanskog piazza i portugalskog praça, plaza ostaje centar života zajednice koji je uporediv samo pijaci. Plaza de toros je arena za bikove. Tržni centri mogu uključiti 'plaza' u svoja imena, a plaza comercial se u nekim zemljama koristi kao sinonim za centro comercial, tj. „šoping centar”.

### Velika Britanija
U Ujedinjenom Kraljevstvu, a posebno u Londonu i Edinburgu, „square” ima šire značenje. Postoje javni trgovi gore opisanog tipa, ali se termin takođe koristi za formalne otvorene prostore okružene kućama sa privatnim baštama u centru, ponekad poznate kao baštenski trgovi. Većina njih je izgrađena u 18. i 19. veku. U nekim slučajevima bašte su sada otvorene za javnost. Pored toga, mnogi javni trgovi stvoreni su u gradovima širom Velike Britanije kao deo urbane obnove nakon Blica. Trgovi takođe mogu biti prilično mali i podsećati na dvorišta, posebno u Londonskom Sitiju. U Londonu najupečatljiviji primer koji nema bašte i koji je okružen istorijskim zgradama je verovatno Trafalgar skver. U Halifaksu, nedavno restaurirani Pis Hol je trg koji je rival mnogih evropskih trgova.

### Sjedinjene Države
U nekim gradovima, posebno u Novoj Engleskoj, termin „square“ (kao i njegov španski ekvivalent, plaza) se primenjuje na komercijalnu oblast (poput Centralnog trga u Kembridžu, Masačusets), koja se obično formira oko raskrsnice tri ili više ulica, i koji se prvobitno sastojao od nekog otvorenog prostora (od kojih su mnogi popunjeni saobraćajnim ostrvima i drugim vidovima smirivanja saobraćaja). Mnoge od ovih raskrsnica su nepravilne, a ne kvadratne.
Placita (na španskom za „mali trg”), kako je poznat u jugozapadnim Sjedinjenim Državama, uobičajena je karakteristika unutar granica bivšeg provincijskog kraljevstva Santa Fe de Nuevo Meksiko. Oni su mešavina stilova dizajna hispano i pueblo, od kojih su neki i dalje središta gradova i mesta u Novom Meksiku, uključujući Santa Fe Plazu, Stari grad Albukerkija, trg Akoma Pueblo, istorijski okrug u centru Taosa, Mesila Plazu, Moru i Las Vegas Plazu.
Današnji gradski pejzaži često uključuju trg kao element dizajna, ili kao rezultat zonskih propisa, budžetskih ograničenja i slično. Sociolog Vilijam H. Vajt sproveo je opsežnu studiju o trgovima u Njujorku: njegova studija je humanizovala način na koji se konceptualizuju savremeni urbani trgovi i pomogla je da se uvedu značajne promene dizajna u pravljenju plaza. Oni se mogu koristiti za otvaranje prostora za naselja sa niskim prihodima, a takođe mogu doprineti ukupnoj estetici okolnog područja podstičući ekonomsku vitalnost, mobilnost i bezbednost pešaka. Većina plaza je stvorena iz saradnje između lokalnih neprofitnih podnosioca zahteva i gradskih zvaničnika za šta je potrebno odobrenje grada.

## Literatura
- „Built environment, urban vitality and social cohesion: Do vibrant neighborhoods foster strong communities?”. Landscape and Urban Planning. децембар 2020.
- Índice de vitalidad urbana. La aventura del saber. RTVE. 7. 2. 2019.
- Jane Jacobs y la vitalidad urbana en Barcelona. TEDxBarcelona. 8. 9. 2021.
- „La importancia de la vitalidad urbana”. Ciudades. новембар 2017.
- „Looking at Barcelona through Jane Jacobs's eyes: Mapping the basic conditions for urban vitality in a Mediterranean conurbation”. Land Use Policy. јун 2018.
- „The urban vitality conditions of Jane Jacobs in Barcelona: Residential and smartphone-based tracking measurements of the built environment in a Mediterranean metropolis”. Cities. март 2019.
- „Jane Jacobs en Barcelona: las condiciones para la vitalidad urbana y su relación con la movilidad cotidiana”. Documents d'Anàlisi Geogràfica. јануар 2021.
- „Plaza”. Merriam-Webster Dictionary.
- A Revolution from Above; The Power State of 16th and 17th Century Scandinavia; Editor: Leon Jesperson; Odense University Press; Denmark; 2000
- The Making of the Common Law, Paul Brand, (Hambledon Press 1992)
- The Oxford History of Medieval England, (ed.) Nigel Saul, (OUP 1997)
- Hogg, Garry, Market Towns of England, Newton Abbot, Devon, David & Charles, 1974.  0-7153-6798-6
- Dyer, Christopher, "The Consumer and the Market," Chapter 13 in Everyday Life in Medieval England, London, Hambledon & London, 2000  1-85285-201-1 1-85285-112-0
- „National Market Traders' Federation”. Rosiewinterton.co.uk. Архивирано из оригинала 16. 11. 2022. г. Приступљено 3. 1. 2011.
- „Markets and Fairs”. The National Archives. Приступљено 9. 7. 2012.
- Gazetteer of Markets and Fairs in England and Wales to 1516. University of London Institute of Historical Research. Архивирано из оригинала 17. 07. 2023. г. Приступљено 9. 7. 2012.
- „Bracton: Thorne Edition: English. Volume 3, Page 198”. amesfoundation.law.harvard.edu. Приступљено 2022-05-23.

## Spoljašnje veze
- Pitlane Magazine.com: "The Hidden Origin of the Town Square"
- BBC.com: "The Violent History of Public Squares"
- "This research initiative is an attempt to rediscover the lost or neglected urban symbols. The Urban Square is a city's 'heart and soul' and that is the focus of this project."